# Васильевка (Михайловский район)
В Приморье в Партизанском районе тоже есть село Васильевка.
Васи́льевка — село в Михайловском районе Приморского края, входит в состав Михайловского сельского поселения.

## География
Село Васильевка стоит в долине реки Раковка.
Дорога к селу Васильевка идёт на юго-восток от села Михайловка, расстояние до районного центра около 5 км; в 3 км восточнее Васильевки проходит автотрасса «Уссури», построенная в 2012 году в обход Уссурийска.
Западнее села проходит Дальневосточная железная дорога (Дубининский — Лимичёвка).

## Население
| 2002 | 2010 |
| ---- | ---- |
| 604  | ↗644 |

## Улицы
| - ул. 9165, - ул. Гарнизонная, - ул. Комсомольская, | - ул. Ленинская, - ул. Линейная, - ул. Рабочий посёлок. |

## Экономика
Сельскохозяйственные предприятия Михайловского района.